# Chotěbuz
Chotěbuz (Duits: Kotzobendz en Pools: Kocobędz) is een Silezische gemeente in de Tsjechische regio Moravië-Silezië, en maakt deel uit van het district Karviná. Chotěbuz telt 1377 inwoners (2023).

## Geschiedenis
- 1229 – De eerste schriftelijke vermelding van Chotěbuz.
- 1975 – De gemeente Chotěbuz wordt geannexeerd door de stad Český Těšín.
- 1998 – Chotěbuz wordt (opnieuw) een zelfstandige gemeente.[1]

Albrechtice ·
Bohumín ·
Český Těšín ·
Dětmarovice ·
Dolní Lutyně ·
Doubrava ·
Havířov ·
Horní Bludovice ·
Horní Suchá ·
Chotěbuz ·
Karviná ·
Orlová ·
Petrovice u Karviné ·
Petřvald ·
Rychvald ·
Stonava ·
Těrlicko